# Marife Necesito
Marife Necesito (Manilla) is een Filipijns toneel, televisie- en filmactrice.
Necesito werd geboren in Manilla en groeide op in Valenzuela City. Na haar middelbare school legde ze zich toe op het schrijven van stripverhalen en romantische novellen. Nadat het slechter ging met de stripindustrie, ging ze werken als toneelactrice. Door haar werk als toneelactrice kreeg ze ook reclamewerk en kon ze aan de slag als filmactrice. Na enkele rollen in wat minder bekende films, kreeg ze in 2009 een rol in de film Mammoth van de Zweedse regisseur Lukas Moodysson. Ze speelt in de film de rol van Gloria, het Filipijnse kindermeisje van het succesvolle Amerikaanse koppel Ellen (Michelle Williams) en Leo Vidales (Gael Garcia Bernal).

## Filmografie
- Sa Pusod ng Dagat (1998)
- Going Back (2001)
- Kikay: Kaakit-akit, Kaaya-aya, Kikiligin Ka (2003)
- Ebolusyon ng Isang Pamilyang Pilipino (2004)
- Pandanggo (2006)
- Tropical Manila (2008)
- Black Market Love (2008)
- Karera (2009)
- Mammoth (2009)
- Fidel (2009)
- Pitik Bulag (2009)
- Mondomanila (2011)
- Taksikab (2011)
- Brod (2011)
- Graceland (2011)
- Lilet Never Happened (2011)
- Darkest Night (2011)
- Sponsor (2011)
- Linabo (2011)
- Kapatid (2011)